# Tanit

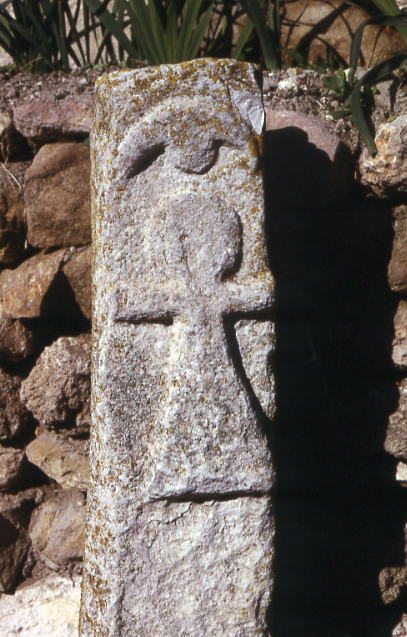
Stele med Tanit

Tanit var en karthagisk mångudinna,  som dyrkades som en beskyddare av Karthago
I Karthago var hennes namn från 400 f.Kr. och framöver var associerat med dyrkan av Baal, och fick epitetet pene baal (Baals ansikte) och titeln rabat, den feminina formen av Rab (chef). 
Tanit dyrkades i puniska sammanhang i västra Medelhavet, från Malta till Cádiz fram till hellenistisk tid. 
I Nordafrika, där inskriptioner och material är rikare, var hon, förutom maka till Baal, en himmelsk krigsgudinna, en modergudinna och sköterska, och mindre specifikt, en symbol för fruktbarhet.  

En basisk form av Tanit-symbolen.
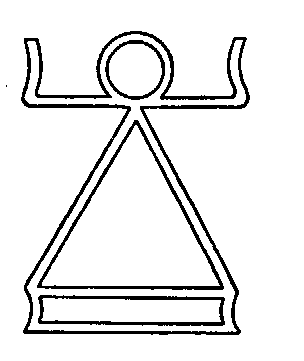
Tanit-symbol från Kartago